# Cerkiew Zaśnięcia Matki Bożej w Moskwie (Basmannyj)
Cerkiew Zaśnięcia Matki Bożej – wzniesiona w latach 1696–1699 i zniszczona w 1936 r. prawosławna cerkiew w Moskwie, w rejonie Basmannym, przy ul. Pokrowka.

## Historia
Pierwsza cerkiew pod tym wezwaniem, położona na miejscu późniejszej świątyni murowanej, została wzniesiona w 1511 r. przez zamieszkujących miejscową słobodę rzemieślników wyrabiających kotły. W 1656 r. zastąpiono ją cerkwią murowaną, co świadczy o tym, że sytuacja materialna mieszkańców słobody była bardzo dobra. W latach 1696–1699 również tę świątynię rozebrano i wzniesiono kolejną, także murowaną, gdyż starsza świątynia w 1688 r. poważnie ucierpiała w pożarze. Fundatorem nowej cerkwi był Iwan Swierczkow, jeden z kupców, którzy osiedlali się w okolicy, odkąd zmieniła ona swój charakter z uwagi na fakt, że przebiegała przez nią droga do carskich rezydencji w Rubcowie i Izmajłowie. Na zaproszenie Swierczkowa świątynię wznosił budowniczy pochodzenia ukraińskiego Petro Potapow. Przy cerkwi funkcjonowała parafia, jednak równocześnie Swierczkow traktował cerkiew jako prywatną świątynię domową, z jego rezydencji do budowli prowadziło odrębne przejście. Swierczkow został pochowany we wzniesionej przez siebie budowli sakralnej.
Cerkiew Zaśnięcia Matki Bożej w słobodzie Pokrowka była jedną ze świątyń, w których duchowni mieli obowiązek nasłuchiwać, czy na dzwonnicy Iwana Wielkiego na Kremlu rozpoczęto już dzwonienie nawołujące na nabożeństwo. Wówczas sami przystępowali do bicia w dzwony, by przekazać sygnał kolejnym, dalej położonym od Kremla świątyniom. Moskiewskie parafie prawosławne miały obowiązek zachowywania tej kolejności – w żadnej cerkwi nie można było uderzyć w dzwony, zanim nie uczyniono tego w głównej dzwonnicy w mieście.
Według legendy Napoleon Bonaparte był tak zachwycony cerkwią, że po zajęciu Moskwy nakazał ustawić przy niej straże i chronić ją przed maruderami i ogniem (cerkiew nie została uszkodzona podczas pożaru miasta). Według innej legendy cesarz lub marszałek Édouard Mortier, który w rosyjskiej stolicy zajął dom hrabiny Razumowskiej przy nieodległej ulicy Marosiejka, porównał świątynię do katedry Notre-Dame. Jeszcze inne przekazy mówią, że widok świątyni sprawił, że Aleksiej Szczusiew postanowił zostać architektem, a Dmitrij Lichaczow – badaczem kultury staroruskiej.
Po rewolucji październikowej cerkiew pozostawała czynna do 1935 r. Przeciwko niszczeniu świątyni, jako szczególnie wartościowej pod względem artystycznym, występował Anatolij Łunaczarski. W listopadzie 1935 r. rada miejska pod przewodnictwem Nikołaja Bułganina postanowiła zamknąć i rozebrać świątynię w celu poszerzenia ulicy Pokrowka. Decyzja została zrealizowana zimą 1936 r., na jej miejscu rozlokowano skwer z pijalnią piwa.
Ze zburzonej świątyni pozostały fragmenty zewnętrznej dekoracji rzeźbiarskiej, które przekazano do muzeum przy Monasterze Dońskim. Przetrwał także ikonostas z górnej cerkwi, który trafił do cerkwi Przemienienia Pańskiego w kompleksie Monasteru Nowodziewiczego.

## Architektura
Cerkiew reprezentowała barok moskiewski i zaliczano ją do najwspanialszych przykładów tego stylu. Składała się z kilku świątyń usytuowanych jedna nad drugą na poszczególnych kondygnacjach. Na pierwszej znajdowała się cerkiew św. Piotra Moskiewskiego z bocznym ołtarzem Narodzenia św. Jana Chrzciciela, którego wezwanie wybrano z uwagi na fundatora budowli Iwana Swierczkowa. W 1699 r. wzniesiono kondygnację drugą z cerkwią Zaśnięcia Matki Bożej, zwieńczoną trzynastoma kopułami. Droga do niej prowadziła po wysokich schodach – służyło to temu, by każdy wyznawca, zmierzając do świątyni, miał wrażenie odrywania się od ziemi ku niebiosom. Cerkiew posiadała również dzwonnicę połączoną z obszernym przedsionkiem. Cały budynek malowany był na czerwono, natomiast jej zdobienia i ornamenty zewnętrzne – na biało.
Na wzór cerkwi Zaśnięcia Matki Bożej Bartolomeo Rastrelli wzniósł w Petersburgu główną cerkiew monasteru Smolnego. Podobnie cerkiew Zmartwychwstania Pańskiego na petersburskim Cmentarzu Smoleńskim była częściowo wzorowana na świątyni w słobodzie Pokrowka.